# Kładka w Sromowcach Niżnych
Kładka w Sromowcach Niżnych – drewniany most typu wantowego przez Dunajec, łączący od 2006 r. Sromowce Niżne po stronie polskiej i Czerwony Klasztor po stronie słowackiej.

## Historia
Pierwsze starania o budowę mostu przez Dunajec podjęła rada gminna Sromowiec Niżnych już w maju 1914 r. Inicjatywę przerwał wybuch I wojny światowej. Ponownej próbie wybudowania mostu, podjętej 27 lipca 1939 r. przeszkodził wybuch II wojny światowej. Pomysł wybudowania mostu powrócił w chwili, gdy odpowiednio daleko zaawansowane zostały starania Polski i Słowacji o wejście do Unii Europejskiej i (potencjalnie) Układu z Schengen.

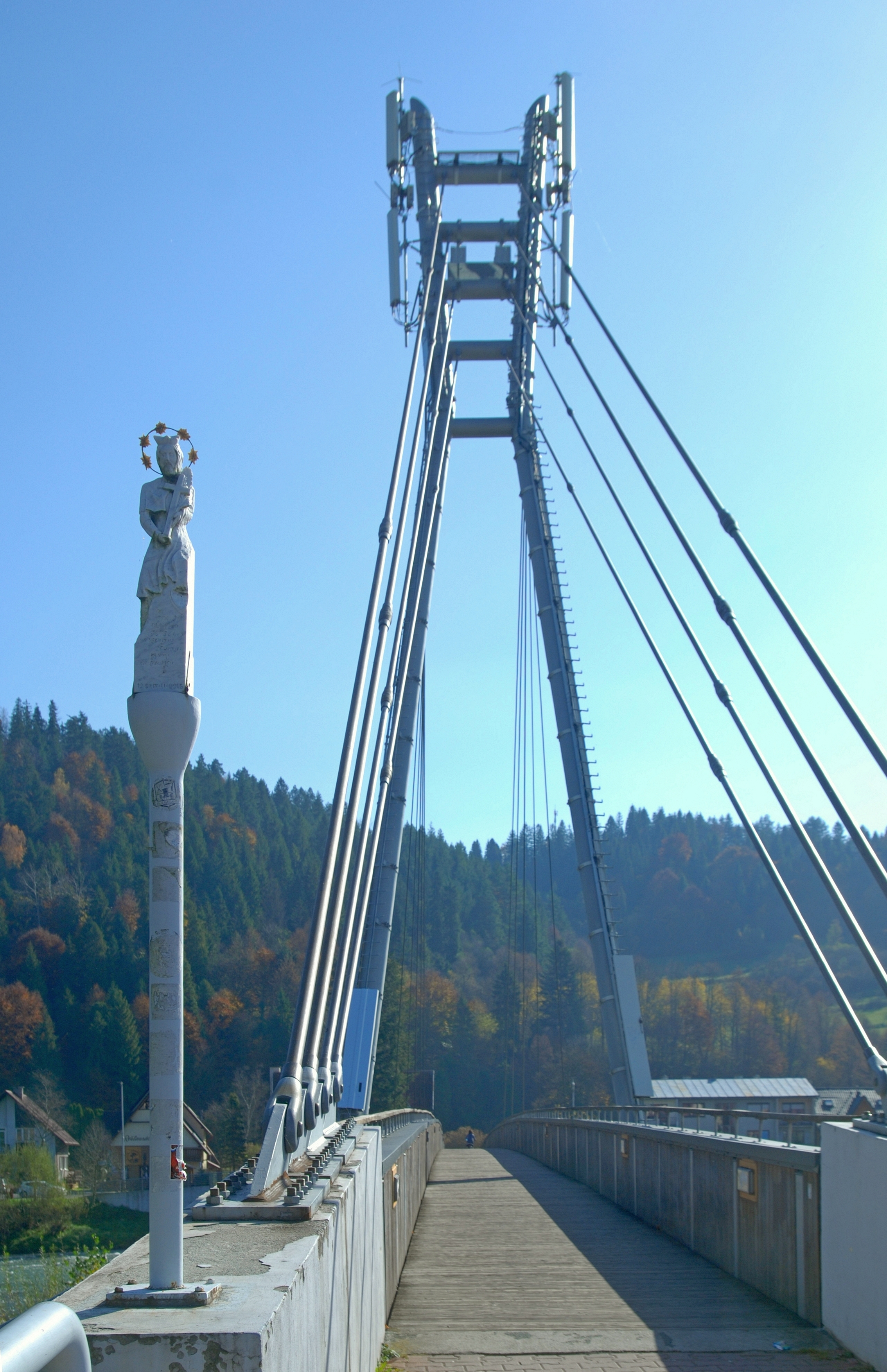
Wejście na kładkę od strony polskiej

## Konstrukcja
Projekt kładki łączącej Sromowce Niżne ze słowackim Czerwonym Klasztorem powstał w Zespole Badawczo – Projektowym „Mosty Wrocław” S.C. pod kierunkiem prof. dr. hab. inż. Jana Biliszczuka – ówczesnego dyrektora Instytutu Inżynierii Lądowej Politechniki Wrocławskiej. Kładkę zaprojektowano jako konstrukcję podwieszoną (wantową, w systemie półkowym). Układ konstrukcyjny obiektu to przęsło nurtowe o szerokości 2,5 m i rozpiętości 90 m, dwa przęsła nabrzeżne o rozpiętościach 2 × 10,5 m oraz dwie rampy gruntowe na obu brzegach. Całkowita długość obiektu, wraz z rampami gruntowymi, wynosi prawie 150 m. Konstrukcje pomostu stanowią dwa dźwigary z klejonego drewna świerkowego, stężone stalowymi półramami i układem stężeń wiatrowych. Wewnętrzne i zewnętrzne oraz górne powierzchnie dźwigarów pokryte zostały szalowaniem deskowym z drewna modrzewiowego. Podporą mostu jest dwunożny pylon stalowy wysokości ok. 27 m, usytuowany na polskim brzegu Dunajca. Jego obie nogi, obejmujące pomost i zbiegające się nieznacznie ku górze, stężone są w górnej części pięcioma poprzeczkami. Przęsło nurtowe podtrzymywane jest przez system pięciu par lin stalowych o średnicy ok. 50 mm, zaczepionych w górnej części podpory. Po stronie polskiej pylon odciąża zespół czterech par stalowych cięgien, zakotwionych w betonowym przyczółku kładki.
Rozpiętość kładki wynosi ok. 90 m i jest to rekord europejski wśród tego typu konstrukcji. Wymiar ten lokuje ją też wśród najdłuższych na świecie przęseł mostów podwieszonych o konstrukcji drewnianej.

## Funkcja
Uroczystego otwarcia kładki dokonano w dniu 12 sierpnia 2006 roku. Kładka pełniła rolę przejścia granicznego Sromowce Niżne-Červený Kláštor. Od daty wejścia obu krajów do strefy Schengen, zniknęły przy kładce kontrole graniczne. Koszty budowy kładki wyniosły ok. 2,5 mln zł, z czego 40% stanowiły środki własne gminy Czorsztyn.
Latem 2012 r. na pylonie kładki zamontowano przekaźnik telefonii komórkowej.